# ريتشي كامبل (ممثل)
ريتشي كامبل (بالإنجليزية: Richie Campbell)‏ هو ممثل بريطاني، ولد في 8 فبراير 1983 في حي هكني في لندن في المملكة المتحدة.

## وصلات خارجية
- ريتشي كامبل على موقع IMDb (الإنجليزية)
- ريتشي كامبل على موقع ألو سيني (الفرنسية)
- ريتشي كامبل على موقع أول موفي (الإنجليزية)
- ريتشي كامبل على موقع قاعدة بيانات الفيلم (الإنجليزية)